# Rio Xuka
Rio Xuka é um rio da África do Sul.